# Стаблевиці
Стаблевиці (пол. Stablewice, нім. Alt Stablewitz) — село в Польщі, у гміні Уніслав Хелмінського повіту Куявсько-Поморського воєводства.
Населення — 377 осіб (2011).
У 1975-1998 роках село належало до Торунського воєводства.

## Демографія
Демографічна структура станом на 31 березня 2011 року:
|          | Загалом | Допрацездатний вік | Працездатний вік | Постпрацездатний вік |
| -------- | ------- | ------------------ | ---------------- | -------------------- |
| Чоловіки | 181     | 45                 | 125              | 11                   |
| Жінки    | 196     | 44                 | 121              | 31                   |
| Разом    | 377     | 89                 | 246              | 42                   |